# Aéroport de Jerez
L'aéroport de Jerez (code IATA : XRY • code OACI : LEJR) est un aéroport espagnol desservant la ville et la région de Jerez de la Frontera, près de laquelle il est situé, et la ville de Cadix, 35 km au nord-est, dans la communauté autonome d'Andalousie, dans la province de Cadix.

## Situation
| \| 100 km1:11 216 000 \| Alicante Almería Andorre Badajoz Barcelone Bilbao Burgos León Castellón · de la Plana Ceuta Gérone Grenade Ibiza Jerez La Corogne Lleida Logroño Madrid Málaga Melilla Minorque Murcie Oviédo Palma de · Majorque Pampelune Reus Sabadell Saint-Jacques Saint-Sébastien Salamanque Santander Saragosse Séville Valence Valladolid Vigo Vitoria |
| 100 km1:11 216 000 |

Voir les Îles Canaries

## Compagnies aériennes et destinations
| Compagnies          | Destinations                                                                                    |
| ------------------- | ----------------------------------------------------------------------------------------------- |
| Binter Canarias     | Ténériffe-Nord . En saison: Las Palmas/Gran Canaria                                             |
| Condor              | En saison : Düsseldorf, Francfort, Hambourg-H.-Schmidt, Munich-F. J. Strauß                     |
| Edelweiss Air       | En saison : Zurich                                                                              |
| Eurowings           | Cologne/Bonn-K. Adenauer, Düsseldorf, Hambourg-H.-Schmidt                                       |
| Eurowings Discover  | En saison: Francfort, Munich-F. J. Strauß                                                       |
| Iberia              | Madrid-Barajas                                                                                  |
| Helvetic Airways    | En saison: Berne-Belp                                                                           |
| Iberia Regional     | Madrid-Barajas En saison : Santander-S. Ballesteros, Valence                                    |
| Luxair              | En saison : Luxembourg-Findel                                                                   |
| Ryanair             | Londres-Stansted, Palma de Majorque En saison : Barcelone-El Prat                               |
| TUI Airways         | En saison : Londres-Gatwick                                                                     |
| TUI fly Belgium     | Bruxelles-National                                                                              |
| TUI fly Deutschland | - Düsseldorf, - Francfort, - Hambourg-H.-Schmidt, - Hanovre, - Munich-F. J. Strauß, - Stuttgart |
| Vueling             | Barcelone-El Prat, Palma de Majorque En saison: Bilbao                                          |

Édité le 07/06/2021  Actualisé le 03/03/2023

## Statistiques
Pour des raisons techniques, il est temporairement impossible d'afficher le graphique qui aurait dû être présenté ici.

Voir la requête brute et les sources sur Wikidata.